# Marcel Rupied
Pour les articles homonymes, voir Rupied.
Marcel Rupied  est un homme politique, né le 2 octobre 1880 à Châtellerault (Vienne) et mort le 20 avril 1967 à Vitré. Il est député d'Ille-et-Vilaine puis sénateur d'Ille-et-Vilaine et président du conseil général d'Ille-et-Vilaine.

## Biographie
Après des études secondaires au lycée Saint-Vincent de Rennes, il obtient un baccalauréat ès lettres puis s’inscrit à l’Université de Rennes. Licencié en droit, Marcel Rupied s’installe en 1905 à Vitré et exerce la profession de notaire.
Il est élu en 1922 dans le canton de Vitré-Ouest, lors des élections au conseil général d’Ille-et-Vilaine qu’il préside jusqu’à sa démission en 1928. Ayant retrouvé son siège de conseiller général en 1934, il préside l’assemblée départementale en 1937, mandat qu’il conserve pendant vingt-deux ans, de 1937 à 1945, puis de 1947 à 1961. Élu au conseil municipal de Vitré en 1935, il en devient le premier magistrat en 1939.
Marcel Rupied est arrêté et incarcéré à Rennes par les Allemands, après avoir refusé de désigner des otages.
Destitué de sa fonction à la Libération en 1944, il est élu maire de Vitré le 19 mai 1945, il est ensuite candidat à la première Assemblée constituante dans le département d’Ille-et-Vilaine. À son arrivée à l’Assemblée, il rejoint alors le groupe d'Unité républicaine.
Marcel Rupied est élu au Conseil de la République le 7 novembre 1948, sur la liste du RPF. Il sera réélu en 1955. Cependant, il échoue à se faire élire, le 26 avril 1959, au Sénat de la Cinquième République.
Il est membre du Haut-Comité régional de patronage de la Fondation culturelle bretonne en 1957.
Marcel Rupied meurt le 20 avril 1967, dans sa 87e année.

## Mandats
Député
- du 21/10/1945 au 10/06/1946 : Ille-et-Vilaine - Parti républicain de la liberté

Sénateur
- du 01/01/1948 au 01/01/1959 : Ille-et-Vilaine - Rassemblement du peuple français, Centre national des indépendants et paysans

Conseiller général/Président du conseil général
- Canton de Vitré-Ouest de 1922 à 1928.
- Président du Conseil général d'Ille-et-vilaine de 1922 à 1928.
- Canton de Vitré-Ouest de 1934 à 1945.
- Président du Conseil général d'Ille-et-vilaine de 1937 à 1945.
- Canton de Vitré-Ouest de 1947 à 1961.
- Président du Conseil général d'Ille-et-vilaine de 1947 à 1961.

Conseiller municipal/Maire
- Conseiller municipal de Vitré de 1935 à 1939.
- Maire de Vitré de 1939 à 1944.
- Maire de Vitré de 1945 à 1961.

## Distinctions
- Officier de la Légion d'honneur (décret du 31 juillet 1959)[2]
  -  Chevalier de la Légion d'honneur (décret du 18 mars 1939)
- Chevalier du Mérite social (1946)
- Médaille d'honneur Départementale et Communale (Vermeil), 1954